# Pinkeltje
Pinkeltje is een kinderboekenreeks van de Nederlandse schrijver Dick Laan met in de hoofdrol het gelijknamige personage. Het eerste boek, De avonturen van Pinkeltje, verscheen in 1939. Dick Laan schreef in totaal 29 boeken, waarvan er vier pas verschenen na de dood van Laan in 1973. De illustraties in deze boeken zijn van de hand van Rein van Looy. In 1978 verscheen de op deze boekenreeks gebaseerde speelfilm Pinkeltje in de bioscoop. Later verschenen er prentenboeken, geschreven door Corrie Hafkamp, Mariska Hammerstein, Francesca van der Steen en Imme Dros. Dros bewerkte ook de film tot een boek. De tekeningen in de prentenboeken waren voornamelijk van Dagmar Stam en Wilbert van der Steen. Vanaf 1995 hertaalde Suzanne Braam de boeken van Laan. In deze versies zijn de illustraties van Julius Ros. Sinds 2014 wordt de reeks weer verder gezet onder het pseudoniem Studio Dick Laan met als illustrator Arne van der Ree. In totaal verschenen er 35 leesboeken, 38 prentenboeken en een paar omnibussen.

## Inhoud
Het verhaal draait rond een fictief mannetje dat Pinkeltje heet. Dat is een soort mensachtige zo groot als een pink. Pinkeltje heeft een witte baard en een puntmuts. Hij is echter geen kabouter.
De eerste delen spelen zich af in een huis in Nederland, waar Pinkeltje in een muizenhol onder een kast woont, samen met vijf muizen: Knabbeltje, Grijshuidje, Zwartsnoetje, Kraaloogje en Langstaartje. Dat huis wordt ook bewoond door een vader, een moeder, een jongen en twee meisjes (allemaal naamloos). In het huis wonen ook de kat Snorrebaard, de goudvis Goudhuidje, de spin Zilverdraad en vanaf het tweede boek ook een hondje genaamd Wiebelstaart. Pinkeltje kent ook dieren uit die buurt, zoals de kraai Wipstaart en de vlieg Brommer. De mensen weten niet af van het bestaan van Pinkeltje, behalve meneer Dick Laan zelf die vanaf het tweede boek meespeelt wanneer Pinkeltje zijn avonturen aan hem vertelt waarna Laan ze opschrijft.
Later spelen de boeken zich af in het fictieve land Pinkeltjesland of tussen Nederland en dat fictieve land. Zo leert Pinkeltje het wolkenmannetje Wolkewietje kennen, dat zo groot is als een arm en boven op de wolken woont. In Pinkeltjesland krijgt Pinkeltje een vrouw genaamd Pinkelotje. Later wordt een andere Pinkel, Speurneus genaamd, ook een belangrijk personage.
Pinkeltjesland bestaat uit drie rijken. Pinkeltjesland zelf wordt geregeerd door koning Pinkelpracht. In het land liggen de plaatsen Goudentorenstad, Zilvertorendorp en Zeedorp. In de Pinkeltjeszee regeert koning Neptunus. De ondergrondse stad Ururu wordt bewoond door een groep Pinkels, de Urukezen, die geleid wordt door een naamloze hoofdman.

## Geschiedenis

### Voorgeschiedenis: Promena Boon
De cineast Dick Laan begon in 1930 met het schrijven van kinderboeken. Tot 1934 werkte Laan in het familiebedrijf Crok & Laan, waarna hij ging werken voor Promena Boon. Het personage Pinkeltje ontstond doordat hij verhalen verzon om voor te lezen voor zijn neefjes en nichtjes. Dick Laan maakte ook een reclamefilm voor Promena Boon. Pinkeltje verscheen eind jaren dertig voor het eerst op de verpakking van verscheidene door Promena Boon geproduceerde chocoladedozen.

### Dick Laan: Het grote huis (1939-1956)
In 1939 verscheen het eerste boek, De avonturen van Pinkeltje, geschreven door Laan en met tekeningen van Dokie van Amstel. Het boek werd uitgeven bij Van Holkema & Warendorf. Vervolgens brak de Tweede Wereldoorlog uit, waarin Laan tijdelijk geen boeken meer schreef. Na de oorlog verscheen in 1948 een tweede druk van hetzelfde boek, maar de tekeningen werden vervangen door die van E.M. ten Harmsen. Een jaar later, in 1949, schreef Dick Laan op verzoek van de uitgeverij het vervolg Pinkeltje en zijn vriendjes, dat werd geïllustreerd door Froukje van der Meer. In 1950 verscheen het derde boek, Pinkeltje op reis, met opnieuw illustraties van E.M. ten Harmsen. Vanaf het vierde boek, Pinkeltje in Artis uit 1952, werden de tekeningen verzorgd door Rein van Looy. De boeken waren origineel hardcovers met een stofomslag. Later werden dit geplastificeerde boeken met een gele omslag. Vanaf de jaren vijftig is Pinkeltje ook te horen in verscheidene hoorspelen op de radio.
In de vroege boeken concentreren zijn (onschuldige) avonturen zich in Het grote huis. Om dit stramien te doorbreken, concentreren de boeken zich soms op bekende plaatsen, zoals de dierentuin Artis en Madurodam. Pinkeltje in Madurodam bevat foto's die de schrijver in Madurodam maakte. Ook ontmoet Pinkeltje verscheidene mythische figuren zoals Sinterklaas, de kerstman, de paashaas en Klaas Vaak. Hoewel Pinkeltje altijd behulpzaam en vriendelijk is voor iedereen, vertoont hij zich nooit aan mensen, omdat hij niet weet of hij ze kan vertrouwen. De belangrijkste uitzondering is Meneer Dick Laan zelf, aan wie Pinkeltje zijn avonturen vertelt. Ook Sinterklaas blijkt zeer betrouwbaar te zijn. Pinkeltje wordt expliciet een klein mannetje genoemd in plaats van een kabouter. Dick Laan schrijft zijn boeken met veel verkleinwoorden en verzuchtingen. Laan schrijft zijn verhalen zo begrijpelijk mogelijk voor kinderen. Hij vermijdt zelfs verwijswoorden om verwarring te vermijden. De boeken zijn bedoeld om uit voorgelezen te worden.

### Dick Laan: Pinkeltjesland (1957-1977)
In het achtste boek gaat Pinkeltje op reis naar Pinkeltjesland, dat dient als thematische overgang in de serie. Vervolgens verschijnt in 1957 het boek Pinkeltje en de flonkersteen en concentreren de boeken zich rond het fictieve Pinkeltjesland. Pinkeltje krijgt in het boek ook een vrouw: Pinkelotje. Ook wordt zijn volledige naam (Pinkeltje Witbaard) onthuld, daar hij nu soortgenoten heeft. De enige dieren in Pinkeltjesland zijn insecten en spinnen, waardoor zij grotendeels de rol van de andere dieren in de boeken overnemen. Pinkeltjesland heeft zowel feodale elementen, zoals een absolute vorst, als moderne elementen, zoals telefoons en auto's. Pinkeltje krijgt bij problemen van de koning een absolute bevoegdheid om diens problemen op te lossen, daar hij veel heeft geleerd bij de mensen.
De uitbreiding van personages en het inwisselen van het grote huis voor een leven in Pinkeltjesland waren noodzakelijk om de reeks niet uit te putten. De illustraties van de boeken blijven van de hand van Rein van Looy en Dick Laan is nog steeds de schrijver. De boeken zijn nog altijd geplastificeerd boeken met een gele omslag.

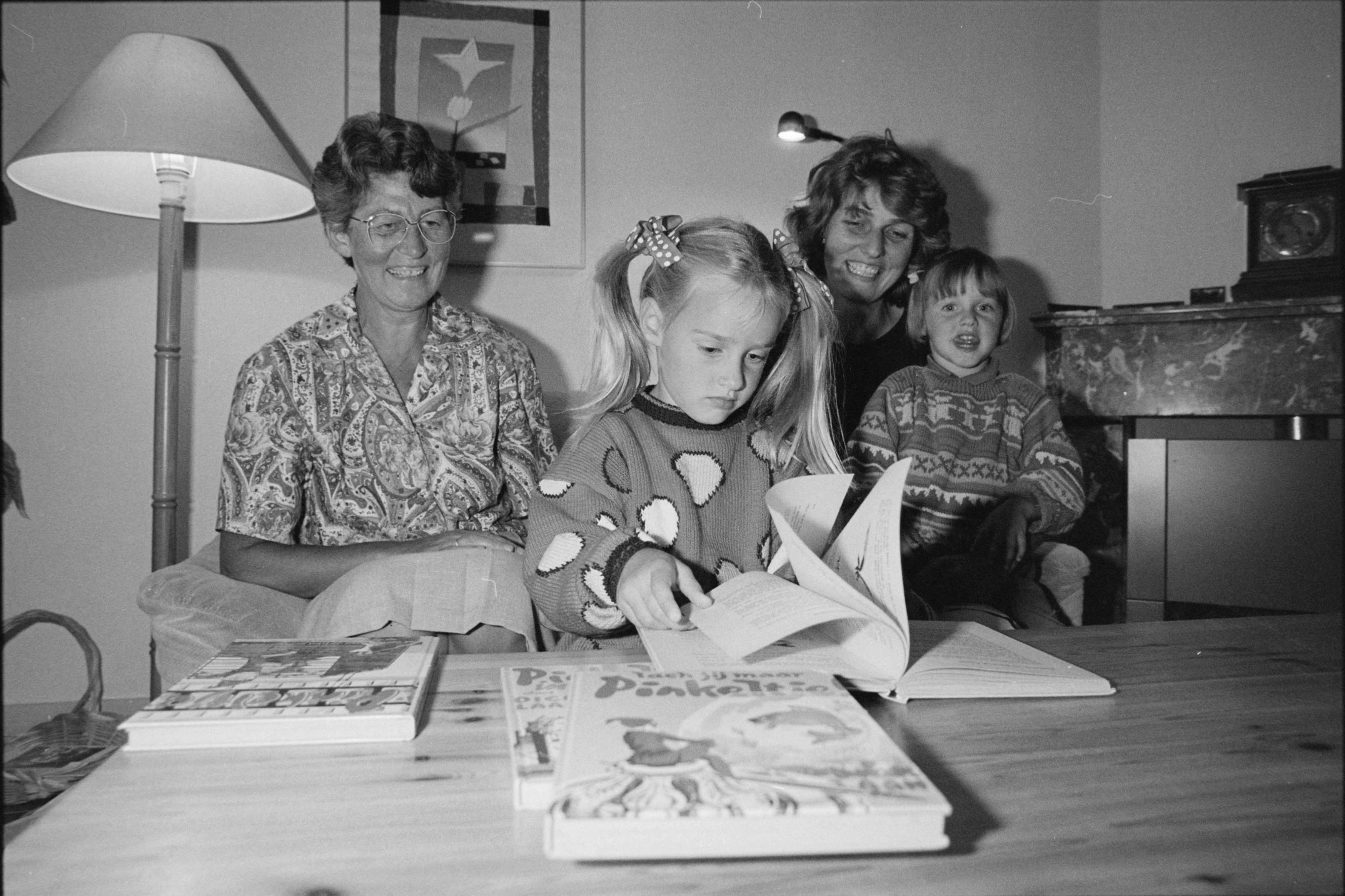
Familie in 1989 met boek Lach jij maar, Pinkeltje (1965) op tafel.

In 1958 kwam het boek Pinkeltje ontmoet Wolkewietje uit. Dat boek was bedoeld als overgang naar een nieuwe serie met Wolkewietje in de hoofdrol. In het boek gaat Pinkeltje terug naar Nederland, waar hij vaststelt dat al zijn vrienden heel wat ouder geworden zijn. Pinkeltje zal niet meer in Het grote huis wonen. Wolkewietje helpt Pinkeltje om Nederland te bezoeken, maar later neemt de autoraket die functie over. Er verschenen trouwens inderdaad enkele boeken met Wolkewietje in de hoofdrol, maar al gauw draait de serie weer rond Pinkeltje die zijn avonturen in Pinkeltjesland en de wereld beleeft. De boeken met Wolkewietje in de hoofdrol werden later opgenomen in deze serie.
Vanaf de jaren zestig kwam er kritiek op deze boekenreeks, onder andere vanwege het te simpele taalgebruik en de rol van de vrouw Pinkelotje. Onder anderen Woosje Wasser verzette zich in het feministische blad Sekstant tegen de traditionele rol van vrouwen in de boeken. Laan had dit nooit zo bedoeld en reageerde verbaasd. Toch krijgt Pinkelotje een grotere rol in de verhalen. In 1967 speelt ze zelfs de hoofdrol in het negentiende boek Het grote avontuur van Pinkelotje. Ondanks de kritiek van de volwassenen, bleef Dick Laan met veel verkleinwoorden en verzuchtingen schrijven. Ook de voorspelbaarheid van de verhalen stoorde de critici.
In 1971 verscheen het boek Pinkeltje en 10 spannende verhalen, waar Pinkeltje verhalen uit Het grote huis vertelt die hij eerder vergeten was. Toch komt er nog een uitbreiding van de achtergrond en personages in Pinkeltje. Hij ontpopt zich in 1972 tot een detective in het boek Pinkeltje en het gestolen toverboek. In dit boek wordt het personage Speurneus geïntroduceerd. Speurneus helpt Pinkeltje om misdaden op te lossen.
Op 6 oktober 1973 stierf Dick Laan. Vier Pinkeltjeboeken van zijn hand verschenen postuum. In die boeken speelt het personage Speurneus nog een grote rol. De laatste vier boeken werden echter niet in de juiste volgorde uitgegeven: het boek Pinkeltje en de Bibelebonse pap (boek 28) speelt zich af vóór het boek Pinkeltje op zoek naar de maandiamant (boek 27). Het laatste boek, Pinkeltje op zoek naar de vurige ogen, verscheen in 1977.
Dick Laans verhalen verschenen intussen ook in het tijdschrift Libelle met illustraties van Corrie Hafkamp. Tot en met 1994 werden de boeken van Dick Laan vrij letterlijk herdrukt. De meeste titels werden meer dan 25 keer herdrukt. Met die inkomsten hiervan kon Van Holkema & Warendorf makkelijker boeken uitgeven van nieuwe auteurs zoals Jan Terlouw, Carry Slee en Imme Dros.

### Harrie Geelen-Imme Dros (1975-1978)
In 1975 schreef Imme Dros een prentenboek op basis van de boeken van Dick Laan met tekeningen van Toonder Studio's. Destijds werkte de echtgenoot van Dros, Harrie Geelen, voor Toonder. Hij illustreerde heel wat van haar boeken.
In 1978 schreef en regisseerde Geelen op verzoek van Cinénews de Nederlandse langspeelfilm Pinkeltje. De film is niet gebaseerd op een specifiek boek, er werd een nieuw verhaal voor de film geschreven. Pinkeltje werd vervolgens zelfs het eerste Nederlandse product dat veel merchandising-producten krijgt.
In datzelfde jaar bewerkte Dros de film tot een gewoon boek. De illustraties van dit boek zijn van Rein van Looy, die eerder de boeken van Dick Laan illustreerde.
Vervolgens plande de NCRV in 1979 een televisieserie bestaande uit 13 afleveringen als vervolg op de film, maar deze plannen werden afgevoerd vanwege te hoge kosten.

### Latere bewerkingen en hertaling

#### Corrie Hafkamp (1982-1989)
Corrie Hafkamp illustreerde al eerder de verhalen van Dick Laan in het Nederlandse tijdschrift Libelle. Na de dood van Dick Laan, schreef zij vanaf 1981 de verhalen in dat tijdschrift zelf. Dagmar Stam verzorgde de illustraties. Deze verhalen verschenen vanaf 1982 in boekvorm. Na het prentenboek dat Dros al eerder over Pinkeltje schreef, verschenen nu ook prentenboeken met teksten van Hafkamp en tekeningen van Stam.
Hafkamp bewerkt de boeken van Dick Laan door kortere zinnen te schrijven en een minder dominante, moraliserende ondertoon. Critici vinden dit een verbetering ten opzichte van Dick Laan. De verhalen werden ook moderner geschreven. Pinkelotje woont in deze boeken zelfs in een apart huis. Hafkamp schreef naast bewerkingen van bestaande verhalen ook enkele nieuwe verhalen. De weduwe van Dick Laan verbood echter wel nieuwe figuren of dieren in die nieuwe verhalen. Ook de tekenares introduceerde wat nieuws ten opzichte van Van Looy. Ten eerste verschenen de tekeningen in kleur. Pinkeltje valt op deze tekeningen meer op. Het mannetje is ook boller en jonger getekend.
Er verschenen 29 prentenboeken van Hafkamp. Het laatste boek, Pinkeltje wil jarig zijn, verscheen in 1989 vanwege het 50-jarig bestaan van Pinkeltje. Ten slotte werden in 1994 de 29 verhalen gebundeld in een omnibus; Het grote boek van Pinkeltje. Die omnibus is een gewoon boek en bevat minder afbeeldingen.

#### Hertaling: Suzanne Braam (1995-1999)
Eind de jaren tachtig wilde de uitgeverij de boeken van Dick Laan laten hertalen. Suzanne Braam schreef een proefversie, maar de weduwe van Dick Laan weigerde waardoor het niet doorging. In 1995 werden de rechten echter beheerd door een ander familielid, dat wel toestemming gaf. Datzelfde jaar begon Braam met het hertalen van de Pinkeltjeboeken. Daarbij maakte zij geen gebruik van eerdere bewerkingen door Hafkamp, maar baseerde zij zich op de oorspronkelijke teksten van Dick Laan. De illustraties zijn van de hand van Julius Ros. De omslag van de boeken veranderde ook. Die is voortaan wit.
Uiteindelijk hertaalde Braam alle 29 boeken van Dick Laan. Bovendien verscheen het boek Pinkeltje: Het verhaal van de film van Imme Dros als nummer 30 in de nieuwe omslag. Ook voor dat boek tekende Ros nieuwe illustraties, maar Braam hertaalde het niet. De laatste nieuwe hertalingen verschenen in 1999. De door Braam hertaalde boeken worden sindsdien herdrukt en vervangen de originele boeken van Dick Laan in de boekhandels.
Braam gebruikt beduidend minder verkleinwoorden dan Laan en maakt de boeken moderner. Pinkelotje krijgt bijvoorbeeld een minder passieve rol.

#### Hammerstein - van der Steen (1999)
Nadat Dros en Hafkamp al eerder prentenboeken schreven over Pinkeltje, verschenen er in 1999 acht nieuwe prentenboeken. Vier daarvan werden door Mariska Hammerstein geschreven. Francisca van der Steen schreef de andere vier. Alle acht werden geïllustreerd door Wilbert van der Steen. De boeken van Francesca van der Steen verschenen ook gebundeld in een omnibus genaamd Pinkeltje.

### Studio Dick Laan (2014-heden)
Sinds 2014, 75 jaar na het verschijnen van het eerste boek, verschijnen er opnieuw nieuwe boeken over Pinkeltje. De boeken worden opnieuw uitgeven bij Van Holkema & Warendorf, dat tegenwoordig een onderdeel is van Unieboek. De schrijver(s) van de boeken wordt door de uitgeverij geheimgehouden en schrijft (schrijven) onder het pseudoniem Studio Dick Laan.
Het eerste boek werd geïllustreerd door de Efteling. Een specifieke illustrator is niet vermeld. Vanaf het tweede boek zijn de tekeningen van de hand van Arne van der Ree. Dit is een freelance-illustrator. De omslag is opnieuw geel, zoals bij de oudere boeken van Dick Laan. Het eerste boek, Pinkeltje in de Efteling, werd uitgeven in samenwerking met de Efteling. Bij de andere boeken is geen samenwerking vermeld.
De boeken spelen zich af in het heden, waardoor de dieren Pinkeltje niet meer kennen. Nieuwe hoofdpersonages zijn Mees Muis en Meneer Raaf, die tot dusverre in alle boeken meespelen. De boeken spelen zich tot nu toe af op toeristische attracties (zoals Dick Laan destijds boeken schreef over Artis en Madurodam) te weten de Efteling, het Rijksmuseum, Dolfinarium Harderwijk, Het Spoorwegmuseum en Diergaarde Blijdorp.

## Lijst van boeken
In totaal verschenen er 35 leesboeken, 38 prentenboeken en een paar omnibussen.
Dick Laan schreef 29 leesboeken, die verschenen tussen 1939 en 1977. Corrie Hafkamp schreef 29 prentenboeken, die verschenen tussen 1982 en 1989. Imme Dros schreef een prentenboek dat verscheen in 1975 en een leesboek dat verscheen in 1978. Mariska Hammerstein en Francisca van der Steen schreven in 1999 elk vier prentenboeken. Suzanne Braam hertaalde de boeken van Laan en Dros. Deze hertalingen verschenen tussen 1995 en 1999. Studio Dick Laan schreef tussen 2014 en 2017 vier leesboeken.
Dit is een lijst van boeken in de Pinkeltjeserie, exclusief omnibussen.

### Dick Laan en hertaling Suzanne Braam
| Nummer | Titel                                                  | Origineel uitgavejaar | Originele ISBN | Uitgavejaar Braam | ISBN Braam    |
| ------ | ------------------------------------------------------ | --------------------- | -------------- | ----------------- | ------------- |
| 1      | De avonturen van Pinkeltje                             | 1939                  | 90-269-0301-4  | 1995              | 90-269-8810-9 |
| 2      | Pinkeltje en zijn vriendjes                            | 1949                  | 90-269-0302-2  | 1995              | 90-269-8811-7 |
| 3      | Pinkeltje op reis                                      | 1950                  | 90-269-0303-0  | 1996              | 90-269-8812-5 |
| 4      | Pinkeltje in Artis                                     | 1952                  | 90-269-0304-9  | 1995              | 90-269-8813-3 |
| 5      | Pinkeltje en het grote huis                            | 1953                  | 90-269-0305-7  | 1996              | 90-269-8814-1 |
| 6      | Pinkeltje op zoek naar Klaas Vaak                      | 1954                  | 90-269-0306-5  | 1996              | 90-269-8816-8 |
| 7      | Pinkeltje in Madurodam                                 | 1955                  | 90-269-0307-3  | 1995              | 90-269-8817-6 |
| 8      | Pinkeltje gaat naar Pinkeltjesland                     | 1956                  | 90-269-0308-1  | 1996              | 90-269-8818-4 |
| 9      | Pinkeltje en de flonkersteen                           | 1957                  | 90-269-0310-3  | 1996              | 90-269-8819-2 |
| 10     | Pinkeltje ontmoet Wolkewietje                          | 1958                  | 90-269-0311-1  | 1996              | 90-269-8820-6 |
| 11     | Wolkewietje is ondeugend geweest                       | 1959                  | 90-269-0313-8  | 1996              | 90-269-8821-4 |
| 12     | Een grote verrassing voor Pinkeltje                    | 1960                  | 90-269-0314-6  | 1996              | 90-269-8822-2 |
| 13     | Pinkeltje en de parels                                 | 1961                  | 90-269-0315-4  | 1997              | 90-269-8823-0 |
| 14     | Pinkeltje en de raket                                  | 1963                  | 90-269-0316-2  | 1997              | 90-269-8824-9 |
| 15     | Pinkeltje en de gouden pen                             | 1963                  | 90-269-0317-0  | 1997              | 90-269-8825-7 |
| 16     | Pinkeltje en de aardmannetjes                          | 1964                  | 90-269-0318-9  | 1997              | 90-269-8826-5 |
| 17     | Lach jij maar, Pinkeltje                               | 1965                  | 90-269-0319-7  | 1998              | 90-269-8827-3 |
| 18     | O, o, die Wolkewietje toch!                            | 1966                  | 90-269-0320-0  | 1998              | 90-269-8828-1 |
| 19     | Het grote avontuur van Pinkelotje                      | 1967                  | 90-269-0321-9  | 1998              | 90-269-8830-3 |
| 20     | Pinkeltje en de boze tovenaar                          | 1968                  | 90-269-0322-7  | 1998              | 90-269-8831-1 |
| 21     | Pinkeltje en de auto-raket                             | 1969                  | 90-269-0323-5  | 1998              | 90-269-8833-8 |
| 22     | Pinkeltje en de ijsheks                                | 1970                  | 90-269-0324-3  | 1998              | 90-269-8834-6 |
| 23     | Pinkeltje en 10 spannende verhalen                     | 1971                  | 90-269-0325-1  | 1998              | 90-269-8835-4 |
| 24     | Pinkeltje en het gestolen toverboek                    | 1972                  | 90-269-0327-8  | 1998              | 90-269-8836-2 |
| 25     | Pinkeltje en het verdwenen kindercircus                | 1973                  | 90-269-0328-6  | 1999              | 90-269-8837-0 |
| 26     | Pinkeltje en de spannende avonturen om de gouden beker | 1974                  | 90-269-0329-4  | 1999              | 90-269-8838-9 |
| 27     | Pinkeltje op zoek naar de maandiamant                  | 1975                  | 90-269-0330-8  | 1999              | 90-269-8839-7 |
| 28     | Pinkeltje en de Bibelebonse pap                        | 1976                  | 90-269-0331-6  | 1999              | 90-269-8840-0 |
| 29     | Pinkeltje op zoek naar de vurige ogen                  | 1977                  | 90-269-0332-4  | 1999              | 90-269-8841-9 |

### Harrie Geelen-Imme Dros
| Titel                              | Uitgavejaar | ISBN          |
| ---------------------------------- | ----------- | ------------- |
| Pinkeltje's picknick               | 1975        |               |
| Pinkeltje: het verhaal van de film | 1978        | 90-269-0333-2 |

### Corrie Hafkamp
| Nummer | Titel                                          | Uitgavejaar | ISBN          |
| ------ | ---------------------------------------------- | ----------- | ------------- |
| 1      | Pinkeltje en het winkeltje                     | 1982        | 90-269-0271-9 |
| 2      | Pinkeltje en de zilveren knoop van Grootpinkel | 1982        | 90-269-0272-7 |
| 3      | Pinkeltje en het spook                         | 1982        | 90-269-0273-5 |
| 4      | Pinkeltje leert zwemmen                        | 1982        | 90-269-0274-3 |
| 5      | Dat was op het nippertje, Pinkeltje            | 1983        | 90-269-0275-1 |
| 6      | Pinkeltje gaat de wijde wereld in              | 1983        | 90-269-0277-8 |
| 7      | Pinkeltje en Pluisje                           | 1983        | 90-269-0278-6 |
| 8      | Pinkeltje op de maan                           | 1983        | 90-269-0279-4 |
| 9      | Pinkeltje ontmoet Wolkewietje                  | 1983        | 90-269-0281-6 |
| 10     | Pinkeltje vindt zijn vriendjes terug           | 1983        | 90-269-0282-4 |
| 11     | Een nieuw huis voor Pinkeltje                  | 1983        | 90-269-0283-2 |
| 12     | Pinkeltje kan niet slapen                      | 1983        | 90-269-0284-0 |
| 13     | Pinkeltje en de donderkopjes                   | 1984        | 90-269-0286-7 |
| 14     | Pinkeltje gaat varen                           | 1984        | 90-269-0287-5 |
| 15     | Pinkeltje zoekt Pinkeltjesland                 | 1984        | 90-269-0288-3 |
| 16     | Pinkeltje en de tovenaar                       | 1984        | 90-269-0289-1 |
| 17     | Pinkeltje en het grote, rode dier              | 1985        | 90-269-0291-3 |
| 18     | Pinkeltje en Pinkelotje                        | 1985        | 90-269-0292-1 |
| 19     | Pinkeltje is trots op Pinkelotje               | 1985        | 90-269-0294-8 |
| 20     | Pinkeltje en de zwevende zweefmolen            | 1985        | 90-269-0295-6 |
| 21     | Pinkeltje en de verdwenen pannekoeken          | 1986        | 90-269-0296-4 |
| 22     | Pinkeltje en de plaagbloem                     | 1986        | 90-269-0297-2 |
| 23     | Pinkeltje en het vreemde streepjesbeest        | 1986        | 90-269-0298-0 |
| 24     | Wat een pech, Pinkeltje                        | 1986        | 90-269-0299-9 |
| 25     | Pinkeltje en de luchtballon                    | 1988        | 90-269-0449-5 |
| 26     | Pinkeltje en de muziekstoel                    | 1988        | 90-269-0450-9 |
| 27     | Pinkeltje is een jokkebrok-papa                | 1988        | 90-269-0451-7 |
| 28     | Pinkeltje krijgt bezoek                        | 1988        | 90-269-0452-5 |
| 29     | Pinkeltje wil jarig zijn!                      | 1989        | 90-269-7127-3 |

### Mariska Hammerstein
| Titel                      | Uitgavejaar | ISBN          |
| -------------------------- | ----------- | ------------- |
| Pinkeltje en de rovers     | 1999        | 90-269-1978-6 |
| Pinkeltje en Wolkewietje   | 1999        | 90-269-1979-4 |
| Hier is Pinkeltje          | 1999        | 90-269-1975-1 |
| Pinkeltje in de dierentuin | 1999        | 90-269-1977-8 |

### Francisca van der Steen
| Titel        | Uitgavejaar | ISBN          |
| ------------ | ----------- | ------------- |
| Spetter spat | 1999        | 90-269-1971-9 |
| Krak klaboem | 1999        | 90-269-1972-7 |
| Tik-tik tok  | 1999        | 90-269-1973-5 |
| Snotter Snot | 1999        | 90-269-1974-3 |

### Studio Dick Laan
|    | Titel                            | Uitgavejaar | ISBN              | Pagina's | Opmerkingen                    |
| -- | -------------------------------- | ----------- | ----------------- | -------- | ------------------------------ |
| 31 | Pinkeltje in de Efteling         | 2014        | 978-90-00-33464-3 | 128      | De Nederlandse Kinderjury 2015 |
| 32 | Pinkeltje in het Rijksmuseum     | 2015        | 978-90-00-34532-8 | 81       |                                |
| 33 | Pinkeltje in het Dolfinarium     | 2016        | 978-90-00-34916-6 | 120      |                                |
| 34 | Pinkeltje in het Spoorwegmuseum  | 2017        | 978-90-00-35287-6 | 112      |                                |
| 35 | Pinkeltje in Madurodam           | 2018        | 978-90-00-36016-1 | 144      | De Nederlandse Kinderjury 2019 |
| 36 | Pinkeltje in Diergaarde Blijdorp | 2019        | 978-90-00-36814-3 | 144      |                                |
| 37 | Pinkeltje op Texel               | 2020        | 978-90-00-37157-0 | 144      |                                |
|    | Pinkeltje en de Toverknoop       | 2021        | 978-90-00-37156-3 | 32       | prentenboek                    |
| 38 | Pinkeltje in Friesland           | 2022        | 978-90-00-37766-4 | 144      | Kinderjury 2023                |
| 39 | Pinkeltje in Zeeland             | 2022        | 978-90-00-38311-5 | 136      | Kinderjury 2023                |
| 40 | Pinkeltje is overal thuis        | 2023        | 978-90-00-38903-2 | 128      | Kinderjury 2024                |

## Bewerkingen

### Film: Pinkeltje (1978)
Pinkeltje is een Nederlandse film uit 1978 geregisseerd en geschreven door Harrie Geelen.

### Hoorspelen en luisterboeken
In 1951 werd het hoorspel De avonturen van Pinkeltje uitgezonden op de radiozender Hilversum 2.
Vervolgens verschenen verscheidene grammofoonplaten, die meestal uitgegeven werden door Philips. De verhalen op die platen werden grotendeels verteld door Anny de Lange met liedjes van de Damrakkertjes.
- Pinkeltje en de speelgoedauto[14]
- Pinkeltje en de luchtballon 1956[67]
- Pinkeltje en de piano 1956[67]
- Pinkeltje in Madurodam 1962[68]
- Pinkeltje in Artis 1963[66][69]
- Pinkeltje zoekt Klaas Vaak 1963[69][70]
- Pinkeltje en de flonkersteen 1963[66][70]
- Pinkeltje op weg naar Artis 1963[66][* 8]
- Pinkeltje in de speelgoedwinkel[14][* 9]
- Pinkeltje naar de gelijknamige familiefilm 1978[71][72]

In 1994 verscheen er een videocassette waarop Lex Goudsmit voorleest uit de omnibus Het grote boek van Pinkeltje, geschreven door Corrie Hafkamp.
In 2007 verschenen er drie luisterboeken waarop Rik Hoogendoorn voorleest uit drie door Suzanne Braam hertaalde boeken.
- Rik Hoogendoorn leest De avonturen van Pinkeltje 2007 ISBN 978-90-475-0136-7
- Rik Hoogendoorn leest Pinkeltje in Artis 2007 ISBN 978-90-475-0173-2
- Rik Hoogendoorn leest Pinkeltje in Madurodam 2007 ISBN 978-90-475-0080-3

### Strips
De tekenaar Jan Huizinga schilderde in 1959 gouaches voor stripboeken naar de verhalen van Dick Laan. Deze illustraties werden in 1959 uitgebracht in drie stripboeken. In 2008 werden de albums opnieuw uitgebracht.
1. Goudhuidje wil de wijde wereld in
2. Pinkeltje op zoek naar de parels
3. Pinkeltje vindt de parels

## Trivia
- In 1956 verscheen de serie Het oude jaar dat wilde blijven op de Nederlandse AVRO. Hierin verscheen een kabouter waarna de kijker de naam van die kabouter mocht kiezen voor een nieuwe televisieserie. De naam van de kabouter werd Tinkeltje. De nieuwe televisieserie Tinkeltje verscheen in 1957. De kabouter verdween echter na 13 afleveringen, waarna de televisieserie herdoopt werd in Varen is fijner dan je denkt. Het personage meneer Leeuwerik kreeg een eigen serie, Het mannetje op zolder, die in 1959 liep. De series werden geschreven door Mies Bouhuys.[74][75] De kabouternaam Tinkeltje verschilt slechts één letter met Pinkeltje, het hoofdpersonage uit de kinderboekserie, maar heeft er verder niets mee te maken.
- Naar aanleiding van het Kinder- en Jeugdboekencongres in Delft in 1963, besloot uitgeverij Van Holkema & Warendorf in 1968 de eerste televisiereclame in Nederland voor een boek(enreeks) te maken.[10][76] Het 15 seconden durende animatiefilmpje van Pinkeltje werd geproduceerd door Toonder Studio's.[76][77]
- Er werd een ook een kindercircus naar Pinkeltje vernoemd, waarop Laan in 1973 het boek Pinkeltje en het verdwenen kindercircus schreef.[10][78]
- Op 8 maart 1979 werd een van de eerste prototypes van de cd door Philips voorgesteld, die de naam Pinkeltje droeg.[79][80]
- In 1989 waren er zo'n 40 scholen of peuterspeelzalen vernoemd naar Pinkeltje, Pinkelotje of Wolkewietje.[12]
- In 2008 ontwierp Dennis Koot een Nederlandse postzegel met een afbeelding van Pinkeltje.[7][81] Deze postzegel is een onderdeel van de postzegels Plak louter kabouter die op 1 oktober 2008 verschenen.[81][82] De andere 4 postzegels droegen de afbeeldingen van de kabouters Piggelmee, Wipneus en Pim, Paulus de boskabouter en David de kabouter.[82]